# محوطه زیارتگاه
محوطه زیارتگاه مربوط به دوره اشکانیان است و در شهرستان سرباز، بخش سرباز، دهستان سرباز، کیلومتری ۱۵ دو راهی سرباز، ۵۰۰ متری جنوب روستای زیارتگاه واقع شده و این اثر در تاریخ ۲۷ اسفند ۱۳۸۶ با شمارهٔ ثبت ۲۲۶۳۶ به‌عنوان یکی از آثار ملی ایران به ثبت رسیده است.